# 塩沢石打インターチェンジ
塩沢石打インターチェンジ（しおざわいしうちインターチェンジ）は、新潟県南魚沼市姥島新田にある、関越自動車道のインターチェンジ。
下り線の出入口のランプウェイは平面交差となっており、信号機が設置されている。

## 歴史
- 1979年（昭和54年）3月2日 - 追加インターチェンジとして整備計画に入れられる[1]。
- 1984年（昭和59年）11月8日 - 供用開始。

## 道路
- E17 関越自動車道（16-1番）

## 接続する道路
- 新潟県道28号塩沢大和線

## 料金所
- ブース数：5

### 入口
- ブース数：2
  - ETC専用：1
  - 一般：1

### 出口
- ブース数：3
  - ETC専用：2
  - 料金自動収受機：1

## 周辺
- 道の駅南魚沼
- 魚沼スカイライン（新潟県道560号田沢小栗山線）
- 舞子スノーリゾート
- 飯士山
- 石打丸山スキー場
- 上越国際スキー場・ホテルグリーンプラザ上越
- 今泉博物館
- 大原運動公園・テニスコート・野球場・外山康雄「野の花館」
- 魚野の里（雪国リゾートインフォメーション）
- ハツカ石温泉、石打ユングパルナス（湯沢重機建設）
- 関興寺・薬照寺
- 大沢山温泉・樺野沢城
- 雲洞庵・槻岡寺・大福寺・龍泉院 (南魚沼市)
- 登川河川公園（長大橋・滝谷橋・桜橋）・登川フィッシングパーク
- 上田の郷・織姫農園・清水街道小松屋川永農園・倉友農園・細矢農園
- 清水峠・巻機山麓キャンプ場・一之沢滝ノ又林道
- 巻機山・高千代酒造
- 金城山・古峰山・観音山
- 牧之通り・鈴木牧之記念館・長恩寺・青木酒造
- 塩沢つむぎ記念館・塩沢つむぎの里・島新田温泉「金城の里」
- JAしおざわ「米蔵」
- シャトー塩沢スキー場
- 清津峡・清津峡温泉ユースホステル
- なかさと清津スキー場
- ベルナティオ
- 松之山温泉・松之山温泉スキー場
- ニュー・グリーンピア津南・無印良品津南キャンプ場・森林セラピー基地・信越トレイル
- 秋山郷・切明温泉・苗場山・鳥甲山

## 隣
E17 関越自動車道
(16)湯沢IC  - 塩沢石打SA（上り線）- (16-1)塩沢石打IC/SA（下り線） - (17)六日町IC